# Rich snippets
Los Rich snippets o fragmentos enriquecidos son los elementos listados en las páginas de resultados de búsqueda web de algunos motores de búsqueda. 
Este Resultado enriquecido contiene extras como la valoración de 62 usuarios, el precio o la disponibilidad. La comparación de la captura con la del snippet de texto resulta autoexplicativa.
Se les denomina "enriquecidos" por ser la versión avanzada de los snippets basados en texto, que son sus precursores y siguen en plena vigencia -ref. octubre 2022- a pesar de ser comparativamente mucho más simples.

La mayor complejidad y funcionalidad de los Rich snippets de debe a dos motivos básicos:
- Presentación del Rich snippet: responde al dispositivo desde el que parte la consulta, variedad de formatos de Rich Snippets y a menudo implementación mundial por fases.

- Procedencia y extracción de los datos que los promueven: el consumidor de Schema (por ejemplo el parser Schema de Google) debe validar y alinear los datos obtenidos con otras decisiones algorítmicas simultáneas.

### Historia de Schema.org, facilitador de los Rich snippets
Los fragmentos enriquecidos fueron implementados inicialmente por el servicio de búsqueda de Google en mayo del 2009. Sin embargo, el estándar Schema que nutre la aparición de resultados o fragmentos enriquecidos es fruto de la colaboración entre varios actores del mercado de búsqueda - Google, Microsoft, Yahoo, Yandex, - formando una comunidad abierta adscrita al Consorcio de la Web (W3C).
El proyecto surge de la necesidad de representar entidades del mundo real ("cosas" o "cualquier cosa"), tanto tangibles ("Coche", "Producto") como abstractas ("Lugar", "Servicio"), en el contexto del proceso de datos informáticos. 
La raíz de la necesidad reside en la uniformización para la descripción de estos datos independientemente del sistema informático que los digiera (en el sentido de "ingerir" o "adquirir datos" y "digerir" o "hacer algo con ellos"). Así es como se hace imprescindible una ontología, un orden clasificatorio y jerárquico para que sea utilizado en el caso concreto de los Rich snippets por los algoritmos de los motores de búsqueda involucrados en Schema.org. 
Schema incorpora grandes partes de una ontología previa, GoodRelations. Sobre todo las partes que importan para la actividad de ecommerce en general y para la industria del automóvil en particular (probablemente por su procedencia alemana). 
Mirando más allá, uniformizar la forma como se identifican y se describen las cosas así como la definición de cada cosa en un vocabulario controlado es una condición necesaria para una arquitectura RDF descentralizada.

#### ¿Por qué es importante Schema.org para entender los Rich Snippets?
El Proyecto Schema.org surge a la luz del paradigma de la Sociedad del Conocimiento, desde el que se pretende impulsar una Internet semántica y descentralizada que sirva de base de datos global y neutral. Es decir que la WWW no sea una colección de publicaciones (tanto públicas como restringidas) independientes y simplemente enlazadas entre ellas, que además contienen y expresan la información de muchas formas distintas y generalmente no compatibles para un fácil intercambio o transformación. Lo que se busca es poder intercambiar datos sobre cosas sin necesidad de un repositorio o base de datos central, que puedan dialogar dos sistemas empresariales directamente entre ellos, por ejemplo.
Schema.org es un vocabulario estructurado, una ontología que recoge una lista creciente de elementos junto a sus atributos y las relaciones entre ellos. Así ambos extremos en comunicación saben qué es un elemento concreto y qué atributos puede tener.

### Tipos de formatos e implementación
Para la utilización e implementación de los fragmentos enriquecidos, Google aconseja el uso de Datos Estructurados expresados en JSON-LD (JSON + LinkedData). Sin embargo, puede utilizarse cualquiera de los siguientes formatos:
- Microdatos (o Microformato)
- RDFa
- JSON-LD

#### Validación de Datos Estructurados Schema
Respecto a la validación de Schema cabe mencionar que existen dos herramientas muy similares pero que responden a dos criterios distintos. Ambas son Validadores de Datos Estructurados Schema, pero cada una responde a un estándar distinto:
- Prueba de Resultados Enriquecidos de Google: valida según una implementación parcial de Schema.org y siempre a criterio unilateral de Google. Es la opción si implementas para obtener Resultados Enriquecidos Google.
- Validador de Schema.org: valida utilizando toda la extensión del estándar, incluye elementos y atributos experimentales o en fase de discusión del Grupo de Trabajo. Pasar la validación NO implica necesariamente obtener respuesta mejorada de Google.

|           | Microformato | RDFa | JSON-LD |
| --------- | --- | --- | --- |
| A favor   | - Vocabulario y sintaxis sencillos - Viene pre-implementado en muchos sitios (como temas WP) | - Vocabulario Schema extenso y en crecimiento - RDF permite que sea extensible con otras ontologías, como FOAF, DC, GR y otras. | - Independiente de diseño y maquetación. - Vocabulario Schema extenso y en crecimiento - Recomendado por Google |
| En contra | - Vocabulario muy limitado - Insertado en el código HTML que puede variar en cualquier momento y estropear la validación de los Datos Estructurados. - Anidamiento complicado según HTML utilizado. | - Insertado en el código HTML que puede variar en cualquier momento y estropear la validación de los Datos Estructurados. - Anidamiento complicado según HTML utilizado. - Eclipsado entre la "facilidad" del Microformato y la llegada de JSON-LD, no hay muchas implementaciones de las que aprender por observación. - Exige mayores conocimientos para extender Schema con otros vocabularios. | - En algunos casos supone entrar el mismo contenido dos veces. - Muy sensible ante cualquier error de sintaxis. - Requiere más experiencia y comprender la anidación y la sintaxis del formato JSON - Extensible según el modelo RDF |

#### Objetivo de los fragmentos enriquecidos
Para el público, el principal objetivo de los fragmentos enriquecidos consiste en responder con inmediatez y de forma intuitiva a las consultas de búsqueda de los usuarios.
Para el publicador de la información original, el objetivo primordial es aumentar el CTR de sus resultados entre otros resultados similares y a menudo competidores. Llanamente, conseguir Rich Snipppets para un contenidos hace que llame mucho más la atención del usuario.
A pesar de este aparente interés por la usabilidad y facilidad de consulta hacia el usuario, cabe mencionar que la presencia de Rich Snippets y la forma que estos adopten puede responder a criterios interesados por parte de las corporaciones que operan los servicios de búsqueda.
Por mencionar un ejemplo práctico actual -ref. octubre 2022- aplicado a la búsqueda de Google , puede darse el caso de obtener la información sobre la que se pregunta o consulta sin necesidad de visitar la web de un tercero, que es la fuente de la información.
Así podría argumentarse que Google (entre otros servicios con prácticas similares) ofrece un servicio de valor sin ofrecer ningún beneficio a la fuente original de la información, aunque sí suele darse crédito (mostrando el nombre del dominio o un enlace hacia este) a dicha fuente.
Este "crédito" es el origen del interés que genera estar presente en los primeros puestos de estas listas ("ricas" con Rich Snippets o "no ricas" con los Snippets tradicionales basados en texto), dando entrada a la actividad de Posicionamiento en Buscadores o SEO.
Es importante destacar, que los buscadores se reservan el derecho de mostrar o no los fragmentos enriquecidos en las páginas de su buscador.
Por norma general la implementación correcta de Schema.org para Google arrojará resultados similares en Bing (Microsoft). A pesar de ser menos popular como medio masivo de búsqueda, es conocido que Bing ofrece incluso más detalles enriquecidos que Google Seach.

## Desventajas
- A pesar de las múltiples advertencias de Google sobre los perjuicios de abusar de la implementación de Datos Estructurados Schema, sigue siendo posible falsear datos como el número de valoraciones y su nota o nota media, incluir una cantidad desproporcionada de palabras clave en los contenidos y otros subterfugios. Esto no es una desventaja del uso de Datos Estructurados, sino una "vulnerabilidad" que puede afectar a la calidad de la información para el usuario final.

- En el caso de usar JSON-LD. Siendo el código invisible para el navegador (debe consultarse por ejemplo en la vista de código fuente), es posible una pérdida de control sobre el contenido, pudiendo aparecer por ejemplo discrepancias entre el precio visible de un producto y el señalado por el script JSON-LD.
- Usando Microdatos o RDFa: una vez implementado, una pequeña manipulación del código puede dejar todo el despliegue Schema de una página inservible. El HTML de la página puede estar perfecto pero podría estar rompiendo una jerarquía previamente insertada, inactivando así los datos Schema (no pasan la validación).